# Linognathus breviceps
Linognathus breviceps – gatunek wszy należący do rodziny Linognathidae, pasożytujący na antylopach: dujkerczyk karłowaty (Cephalophus maxwellii), dujkerczyk modry (Cephalophus monticola), dujker czerwony (Cephalophus natalensis), grym (Sylvicapra grimmia). Powoduje chorobę wszawicę.
Samiec długości 1,25 mm, samica 1,75 mm. Są silnie spłaszczona grzbietowo-brzusznie. Samica składa jaja zwane gnidami, które są mocowane specjalnym „cementem” u nasady włosa. Rozwój osobniczy trwa po wykluciu się z jaja około 14 dni.
Pasożytuje na skórze owłosionej głównie na powłokach brzusznych, głowie, szyi i okolicach nasady ogona. W przypadku silnego opadnięcia może występować na całym ciele. Występuje na terenie Afryki w Mozambiku.